# Dirty Paws
Dirty Paws è un singolo del gruppo musicale islandese Of Monsters and Men, pubblicato nel 2012 ed estratto dall'album My Head Is an Animal. 
Ha fatto parte della colonna sonora del film I sogni segreti di Walter Mitty e della serie televisiva Sweet Tooth. Assieme a Little Talks è uno dei brani di maggior successo della band.

## Tracce
- Download digitale

1. Dirty Paws – 4:38